# Réarmement de l'Allemagne sous le Troisième Reich
Le réarmement de l'Allemagne sous le Troisième Reich (Aufrüstung) est un effort massif conduit par le parti nazi au début des années 1930 en violation du traité de Versailles.
Durant sa lutte pour la conquête du pouvoir, le parti nazi s'était engagé à faire retrouver à l'Allemagne sa fierté perdue. Il a prôné le réarmement en déclarant que le traité de Versailles et les concessions de la République de Weimar étaient une source d'embarras pour tous les Allemands. La politique menée à compter de 1933 est continuatrice, avec des moyens plus amples, de celle visant au réarmement de la Reichswehr (se référer à cet article). Malgré l'échelle de l'opération, le réarmement était en grande partie une opération clandestine, menée essentiellement par le biais d'organisations chargées des opérations secrètes. La révélation du réarmement de l'Allemagne fut à l'origine de la politique de réarmement du Royaume-Uni, politique qui s'est intensifiée après le départ de l'Allemagne de la Société des Nations et de la Conférence mondiale pour le désarmement en 1933.

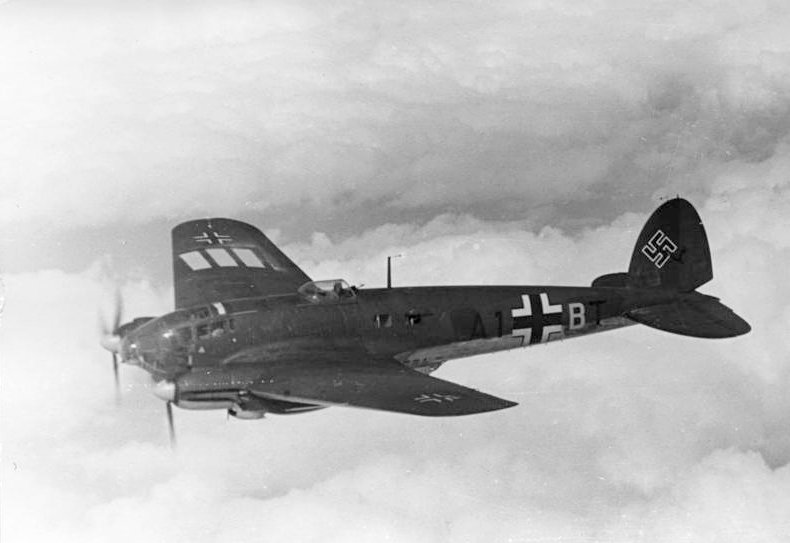
Le Heinkel He 111, l'un des avions technologiquement avancés conçus et fabriqués illégalement au début des années 1930 dans le cadre du réarmement de l'Allemagne sous le Troisième Reich. Il équipa la légion Condor et fut employé pour le bombardement de Guernica.

## Hitler et la Société des Nations
En décembre 1932, l'Allemagne avait obtenu de la Société des Nations (SDN), le principe d'égalité des droits en matière d'armement[réf. souhaitée]. Dès sa nomination au poste de Chancelier du Reich, Hitler, réclame l'application immédiate de ce principe, mais devant l'opposition de la France, il décide de se retirer de la SDN, et d'entamer une reconstitution progressive et clandestine d'un potentiel militaire, ceci en violation des dispositions du traité de Versailles : 
- La construction de croiseurs de 26 000 tonnes et de sous-marins est lancée dans le cadre du plan Z ;
- Des usines lancent la fabrication de tourelles de chars et de pièces d'artillerie d'un modèle plus perfectionné ou de chars Panzer, dès 1933, une partie de l'industrie allemande se reconvertit dans l'armement et tourne à plein régime ;
- Le service militaire obligatoire est rétabli, le 16 mars 1935, en prenant prétexte de l'allongement de la durée de conscription en France ;
- Une armée de terre de près de 500 000 soldats, divisée en 12 corps d'armée et 36 divisions, est mise sur pied ;
- La Luftwaffe (forces aériennes) est recréée officiellement à partir du 11 juin 1935 ;
- Lancement du premier sous-marin allemand depuis la Première Guerre mondiale, le 18 juin 1935.

## Participation étrangère

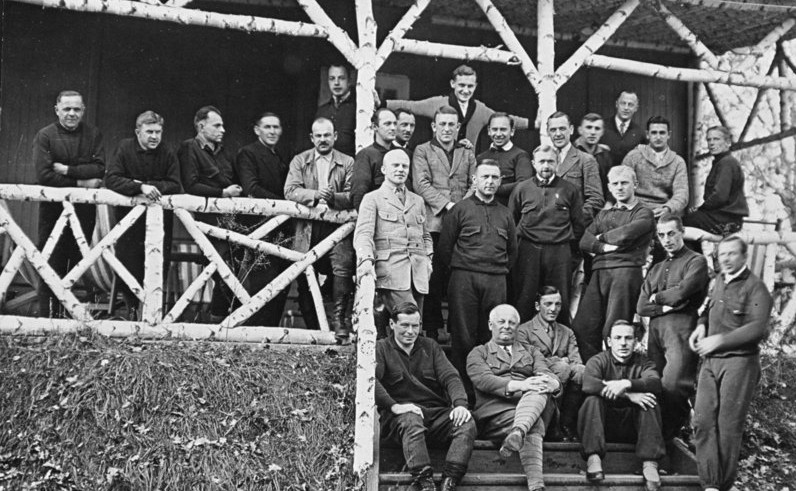
Cadres allemands au complexe d'armement chimique de Tomka en Union soviétique, 1928.

La république de Weimar contourna les dispositions du traité de Versailles et signa une série d'accords secret avec des États pour permettre à son armée d'expérimenter les armes dont elle était interdite. De loin le plus important, le traité de Rapallo avec l'URSS mit en place une collaboration militaire secrète qui durera jusqu'en 1933 avec des camps d'entraînement allemands secrets en URSS dont une école des gaz de combat à Chikhany, une école d'aviation près de Lipetsk et un centre d'études et d'entrainement des chars de combat à Kazan.
Torpillant également les dispositions du traité de Versailles et le front antihitlérien établi à Stresa, un traité naval germano-britannique est signé le 18 juin 1935, entre Ribbentrop et les Britanniques : le Royaume-Uni, sans consulter ses alliés, autorise l'Allemagne nazie à disposer d'une flotte de guerre au tonnage limité à 35 % de celui de la marine britannique.
Dans un contexte où l'Allemagne se montrait de plus en plus menaçante, Henry Ford, qui avait ouvertement déclaré son antisémitisme dans les années 1920, participa activement à la construction de la Wehrmacht. « En 1938, Ford Company ouvrira, dans la banlieue de Berlin une usine d'assemblage de véhicules de transports de troupes. Avec Opel, société allemande, mais propriété de General Motors, l'autre grand constructeur automobile américain, Ford produira près de 90 % des half-tracks de 3 tonnes et 70 % des camions lourd et moyen tonnage utilisés par la Wehrmacht »[source insuffisante].
Le pacte germano-soviétique permit d'améliorer très fortement les relations économiques entre l'Union soviétique et l'Allemagne nazie et permit à Berlin d'accumuler des réserves de matières premières dont son industrie et son armée avaient désespérément besoin pour continuer à fonctionner.

## Mise en place de la politique de réarmement

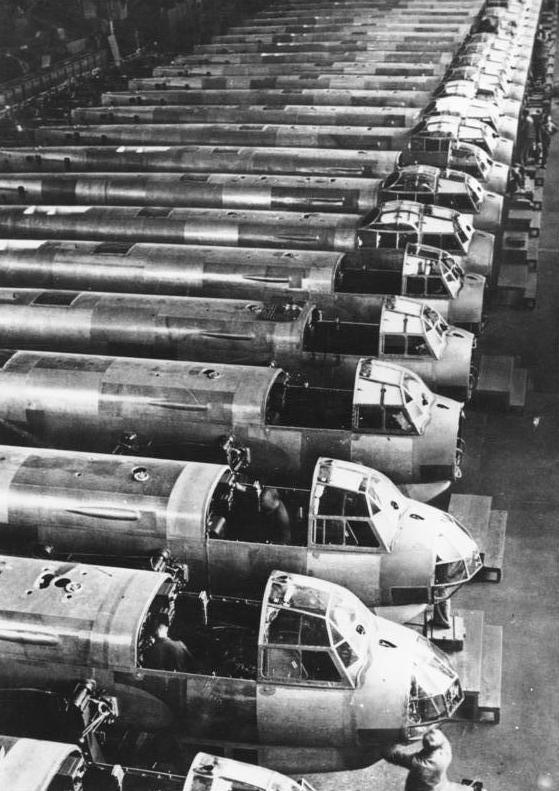
La collusion du régime politique de la dictature avec les industriels sidérurgistes rhénans fonde ce qui sera nommé le complexe militaro-industriel nazi. Il est basé sur une concentration de la production industrielle d'armement, destinés à fournir aux diverses branches de l'armée (Terre, Air, Amirauté) les moyens mécanisés du conflit planifié. Cette étape est préalable à la réussite de la stratégie de Blitzkrieg qui surprendra tous les pays adverses dans la première phase de la Seconde Guerre mondiale. En 1969, Luchino Visconti montra dans Les Damnés comment les nazis ont pu faire main basse sur les konzerns des principales dynasties d'entrepreneurs.
Photo : ligne d'assemblage de bombardiers Junkers JU-88 en 1941, destinés au front de l'Est.

Dès la prise de pouvoir par les nazis, la loi des pleins pouvoirs du 23 mars 1933 confère à Adolf Hitler un pouvoir dictatorial. Les deux lois sur le Gleichschaltung (erstes Gleichschaltungsgesetz du 31 mars 1933, zweites Gleichschaltungsgesetz du 7 avril 1933) transposèrent ces pouvoirs sur les Länder allemands. Une loi supprima les partis politiques (14 juillet 1933). Une autre loi encore portait sur la confiscation des biens (juillet 1933).
À partir de juillet 1933, Hitler fit voter des lois qui orientèrent toute l'économie de l’Allemagne nazie vers le réarmement, ainsi que vers l'élimination des Juifs de la société :
- La loi sur la cartellisation obligatoire (15 juillet 1933) ;
- La loi du Führerprinzip (20 janvier 1934) ;
- La loi sur l'organisation nationale du travail (30 janvier 1934) ;
- La loi pour la préparation organique de l'économie allemande (27 février 1934) ; elle rassembla les branches définies par la loi de juillet 1933 en sept grands groupes économiques divisés en sous-groupes : industrie, commerce, banque, sécurité, énergie, transports, et assurances ; elle regroupa toutes les entreprises d'une même région dans une chambre économique. Les chambres et les groupes économiques furent placés sous la surveillance de "Führer"[pas clair]. Elle organisa le commerce dans le cadre d'offices de répartition.
- La loi interdisant la création de sociétés anonymes d'un capital inférieur à 500 000 marks (5 juillet 1934).

Ces lois aboutirent à des regroupements d'entreprises en cartels contrôlés par de grands patrons nazis : IG Farbenindustrie pour la chimie, Vereinigte Stahlwerke pour l'acier, Siemens pour l'équipement électrique, etc.
Le financement économique de la politique de réarmement fut réalisé par le truchement des bons MEFO, par lesquels il échappa à la dette allemande.
L'ouverture d'une usine de la Dehomag en janvier 1934 dans un quartier de Berlin (Lichterfelde), apporta les grandes possibilités de l'industrie mécanographique naissante pour l'organisation économique et sociale de ces entreprises. La Dehomag devait verser des redevances pour l'utilisation des cartes perforées Hollerith.
Les méthodes employées par l'industrie allemande n'ont pas été bien perçues par les autres puissances, et en particulier par la France. Le général Heinz Guderian fut à l'origine de la création de la force blindée allemande. En France, le  lieutenant-colonel de Gaulle, dans Vers l'armée de métier, prônait l'utilisation de grandes unités blindés. Il ne vit pas les moyens que s'était donnés le pouvoir nazi pour organiser la production des armements destinés à leur objectif. À partir de 1936, l'effort d'armement allemand s'intensifia avec la nomination de Hermann Göring comme responsable du Plan de Quatre Ans (Vierjahresplan).
Mais, de fait, le manque de ressources naturelles contrarie fortement les efforts allemands. En 1939, les responsables allemands estiment la consommation de pétrole en 1942 avec le plan Z de la marine et une Luftawffe triplée à 23 millions de tonnes, la production et importations allemandes cette année ne sera que de 7,5 millions de tonnes

## Échec des pourparlers diplomatiques: l'accord de Stresa

Hitler et le pangermanisme ; la remilitarisation de la Rhénanie figure sur la carte.

Au lieu d'exiger le respect du Traité de Versailles, au besoin par la force, les Alliés, déjà travaillés par les mouvements pacifistes, préfèrent intensifier leur action diplomatique afin d'isoler l'Allemagne :
- La France et le Royaume-Uni initient, à Stresa, le 14 avril 1935, un rapprochement avec l'Italie fasciste de Benito Mussolini, dans le but de sécuriser les dispositions frontalières établies lors du traité de Locarno.
- De son côté, le français Pierre Laval part en visite auprès du gouvernement soviétique à Moscou pour signer un pacte d'assistance mutuelle avec les Soviétiques.

Mais cette alliance franco-russe déplaît aux Britanniques, qui préfèrent engager une stratégie pour limiter l'influence française en Europe — le vieil antagonisme — et plutôt renforcer leurs relations économiques avec l'Allemagne, qu'ils considéraient comme un partenaire économique traditionnel et le meilleur barrage naturel contre une possible poussée des forces et de l'influence soviétiques.
Finalement, les Britanniques, mènent un double-jeu dangereux sur le problème du réarmement allemand, mettant en exergue les conflits d'intérêts avec la France, et vont servir le jeu d'Hitler :
- En mars 1934, ils dénoncent dans un livre blanc ce réarmement allemand ;
- Mais le 18 juin 1935, ils signent avec Hitler un accord naval bilatéral, reconnaissant à l'Allemagne un droit à un réarmement naval limité.

De ce fait la politique d'encerclement diplomatique est un échec complet, car :
- Le 13 janvier 1935 : La France reconnaît la récupération de la Sarre par l'Allemagne, en acceptant le résultat du référendum en Sarre, lors duquel 90,8 % des Sarrois se déclarent favorables au rattachement à l'Allemagne. Récupérée le 1er mars, la Sarre était sous tutelle de la SDN depuis 1919.
- Mussolini, s'appuyant sur sa nouvelle position diplomatique, renforcée par l'accord de Stresa, déclenche une guerre de colonisation contre l'Éthiopie, pendant l'été 1935. Les troupes italiennes envahissent l'Éthiopie le 3 octobre
- Dès la ratification du pacte franco-soviétique par le parlement français, Hitler, déclare caduc le Traité de Locarno qui fixait les frontières occidentales.
- De plus, ce pacte franco-soviétique sera utilisé comme prétexte par Hitler pour tenter son premier coup de poker militaire, le 7 mars 1936, lorsque trois bataillons allemands pénètrent dans la zone démilitarisée de Rhénanie.

Le 11 juin 1935, Hitler annonce la renaissance officielle de l'armée de l'air, la Luftwaffe.
Voir le texte complet des résolutions de la Conférence de Stresa.

## La réoccupation de la Rhénanie
La date de réoccupation surprise — le 7 mars 1936 — de la Rhénanie démilitarisée est très judicieusement choisie par Hitler car :
- L'occupation est faite en un week-end ;
- Des élections générales en France sont prévues dans six semaines ;
- Le gouvernement français intérimaire Sarraut-Flandin n'est pas à même d'engager une riposte militaire.

L'expérience antérieure de l'occupation de la Ruhr, achevée en 1925 et perçue comme un échec par les autorités françaises, laisse penser qu'elles vont laisser faire.
De ce fait, la réaction française n'est pas à la hauteur du défi, car finalement seuls quelques mouvements de troupes aux frontières peuvent être décidés dans l'urgence, alors que l'état-major ne veut pas s'engager plus loin sans obtenir de véritables moyens d'action, et préconise la mobilisation générale et l'obtention de l'appui politique et militaire des Britanniques.
Comme espéré par Hitler, le gouvernement intérimaire Sarraut-Flandin recule devant les sentiments pacifistes de la population et refuse de se lancer dans une mobilisation générale et dans la guerre, à six semaines des élections, alors même que le Premier ministre britannique Baldwin n'est « pas convaincu du caractère hostile » de la manœuvre de l'armée allemande. Finalement, les seules réactions se résumeront à des protestations et à de savants débats à la SDN.
Ayant réussi d'une main de maître son coup de force, l'armée allemande fait affluer de nouvelles troupes en Rhénanie et entame la construction de fortifications, la ligne Siegfried, destinées à entraver une possible future intervention de l'armée française vers l'Europe centrale, région pour laquelle Hitler a des projets.
Lorsque le chef du département à l'état-major général allemand Friedrich-Carl Rabe von Pappenheim demanda au général Gaston Renondeau attaché militaire français en Allemagne son avis sur la réoccupation de la Rhénanie, celui-ci répondit : « Moi, cher ami je vous déclarerais la guerre ». C'était une des rares personnalités à être de cet avis.
Les attachés militaires américains Truman (Truman Smith ?) et le commandant James C. Crockett exprimèrent leur approbation totale de cette marche sur la Rhénanie et félicitèrent Pappenheim. Quand Hitler apprit la réussite de l'opération Rhénanie il s'écria : « Nous sommes vraiment des aventuriers », tant la réaction passive de la France lui parut incroyable.

## La guerre en Espagne
L'année 1936, c'est aussi le début de la guerre en Espagne, l'assassinat du dirigeant monarchiste Calvo Sotelo par des militants républicains, le 13 juillet, déclenche le soulèvement dans les garnisons du Maroc espagnol, à la tête duquel se place le général Franco.
Dès l'été, le gouvernement français du Front populaire de Léon Blum prend rapidement position et annonce que la France n'interviendra pas dans ce conflit. Cependant des brigades internationales se forment et 40 000 volontaires internationaux s'engagent aux côtés de l'armée républicaine du Frente Popular contre les forces armées du général Franco.
De leur côté Hitler et Mussolini organisent une aide militaire en faveur du général Franco et signent en octobre 1936 un pacte d'amitié. L'aide porte sur du matériel de guerre italien et allemand et des renforts en troupes (80 000 Italiens et 10 000 Allemands de la légion Condor). L'armée allemande va pouvoir roder son matériel de guerre, avec en particulier les bombardiers (essentiellement des Junkers Ju 52 de transport adaptés à cette mission, complétés par quelques Heinkel He 111 ainsi que des Dornier Do 17) qui anéantiront la ville espagnole de Guernica, et mettre au point des nouvelles stratégies de combat, combinant l'aviation et les blindés.
Ainsi, la guerre d'Espagne aboutit à la création dans le Sud de la France et dans son dos d'un allié objectif de l'Allemagne hitlérienne, et la France acquiert l'image d'un pays rechignant à l'idée de partir en guerre. Une armée prête et aguerrie, son principal ennemi démobilisé, pour Hitler les conditions sont réunies pour l'Anschluss.

## Dépenses militaires de l'Allemagne et l'URSS de 1928 à 1939
Les chiffres des dépenses proviennent de l'ouvrage de R. J. Overy, The Dictators: Hitler's Germany and Stalin's Russia, qui note que « les chiffres du budget soviétique ne représentent pas le fort taux d'inflation. Calculé sur la base de 1937, les dépenses soviétiques sont de 1,7 milliard de roubles en 1928, 10,7 en 1937 et 45,2 en 1940. De même, la déflation allemande entre 1929 et 1936 font que les chiffres de ces années sont plus élevés dans la réalité. » Les indices de l'inflation allemande proviennent de l'ouvrage de Frank C. Child The Theory and Practice of Exchange Control in Germany. Les indices soviétiques sont de Arthur W. Lewis dans Economic Survey 1919-1939.
Pour contourner les restrictions du traité de Versailles, les deux pays collaborèrent dès les années 1920 pour permettre aux Allemands d'établir des centres de recherches en Union soviétique pour concevoir et tester des chars, des armes chimiques et des avions tandis que des instructeurs soviétiques venaient en Allemagne. Cette collaboration fut cependant stoppée par l'arrivée au pouvoir d'Hitler en 1933. Peu après, il ordonna le triplement des effectifs de l'armée en une année. L'Allemagne réalisa des augmentations secrètes des dépenses militaires et cessa de publier la liste de ses officiers.
En 1939, plus de 20 % de travailleurs allemands de l'industrie ainsi que près d'un tiers du secteur manufacturier et de la construction travaillaient pour les forces armées. Par comparaison, la Grande-Bretagne et les États-Unis produisirent 8 fois moins de matériels militaires que l'Allemagne en 1938. Les dépenses militaires passèrent de moins de 2 % du produit national brut sous la République de Weimar à 23 % en 1939 :
| 1928                                                      | 0,75  | 0,88  | NA    | NA    |
| 1929                                                      | 0,69  | 1,05  | 0,69  | 1,05  |
| 1930                                                      | 0,67  | 1,20  | 0,73  | 1,12  |
| 1931                                                      | 0,61  | 1,79  | 0,75  | 1,43  |
| 1932                                                      | 0,69  | 1,05  | 0,98  | 0,70  |
| 1933                                                      | 0,62  | 4,03  | 0,91  | 2,46  |
| 1934                                                      | 4,09  | 5,40  | 5,7   | 2,82  |
| 1935                                                      | 5,49  | 8,20  | 7,40  | 3,39  |
| 1936                                                      | 10,27 | 14,80 | 13,53 | 5,05  |
| 1937                                                      | 10,96 | 17,48 | 14,19 | 5,54  |
| 1938                                                      | 17,25 | 22,37 | 27,04 | 7,66  |
| 1939                                                      | 38,00 | 40,88 | 38,6  | 10,25 |
| *Ajustement dû à l'inflation calculé sur une base de 1929 |       |       |       |       |